# Rathaus (Obernbreit)

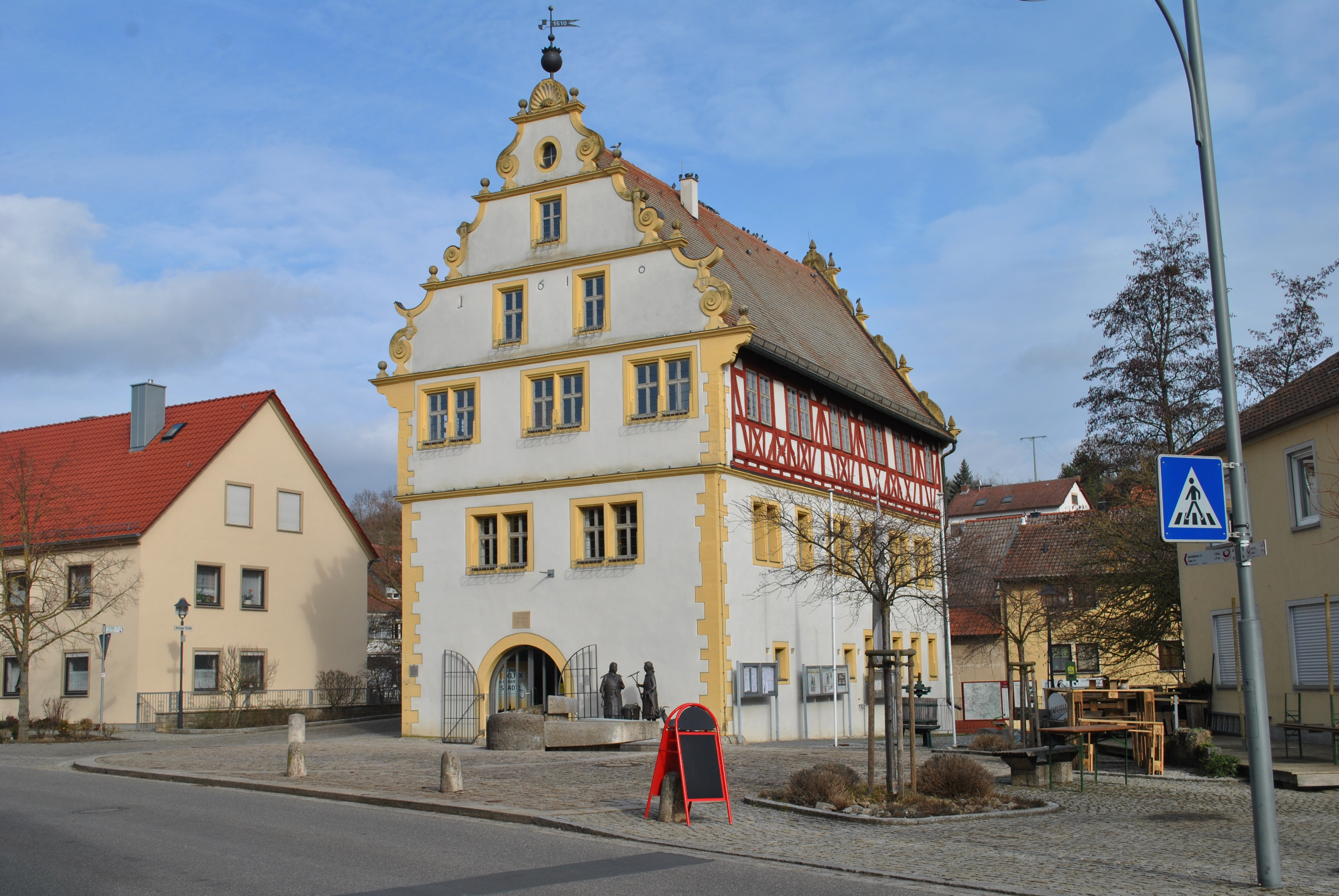
Rathaus von Obernbreit

Das Rathaus von Obernbreit ist der repräsentative Verwaltungssitz und ein Wahrzeichen des unterfränkischen Marktes Obernbreit  im Landkreis Kitzingen. Das Bauwerk ist als Baudenkmal in die Bayerische Denkmalliste eingetragen.

## Lage
Das Rathaus liegt im historischen Ortskern von Obernbreit zwischen der Marktbreiter Straße, der Hauptdurchfahrtstraße von Obernbreit, und dem Breitbach, einem Nebenfluss des Mains. Das Gebäude ist ungefähr in Ost-West-Richtung orientiert. Auf der Nordseite des Rathauses führt die Kitzinger Straße auf einer  Steinbogenbrücke über den Breitbach.

## Geschichte
Das Rathaus wurde 1609/10 als Oberschultheißenamt für die unter der Landesherrschaft der Markgrafen von Brandenburg-Ansbach stehenden sechs Maindörfer auf den Grundmauern eines gotischen Steinbaus errichtet. Von diesem herrschaftlichen Vorgängerbau sind in der nördlichen und südlichen Außenmauer noch spitzbogige Gewände erhalten. Der Vorgängerbau wird von einigen Heimatforschern als ehemalige Jakobskirche identifiziert. Das ist jedoch weder durch archäologische Funde noch durch schriftliche Quellen belegt. An dem Bau wirkte anderem der Baumeister Hans Keesebrod aus dem nahegelegenen Segnitz mit.
2006 wurde das Rathaus saniert und umgebaut. Seitdem sind hier das Bürgermeisterbüro, ein Informationszentrum, der Sitzungssaal und die Gemeindebücherei untergebracht. Ein großer Saal im ersten Obergeschoss dient als Bürgersaal für gesellige und kulturelle Veranstaltungen.

## Beschreibung
Das zweigeschossige Gebäude ist etwa 19 Meter lang und etwa 9,50 Meter breit. Es trägt ein Satteldach und steht giebelständig zur Marktbreiter Straße und traufständig zur Kitzinger Straße. Das Gebäude ragt  auf seiner Ostseite in den Breitbach hinein, von dem ein Arm durch einen tonnengewölbten Durchlass unter ihm hindurch fließt. Die mehrgeschossigen Giebel sind als Volutengiebel ausgeführt. Ein Gesims umläuft das ganze Gebäude zwischen dem ersten und zweiten Obergeschoss. Weitere Gesimse verlaufen auf den Giebeln zwischen den Geschossen. Das zweite Obergeschoss ist auf den beiden Traufseiten als Fachwerk ausgeführt. An der Nordseite führt eine Außentreppe zu einem Portal im ersten Obergeschoss.

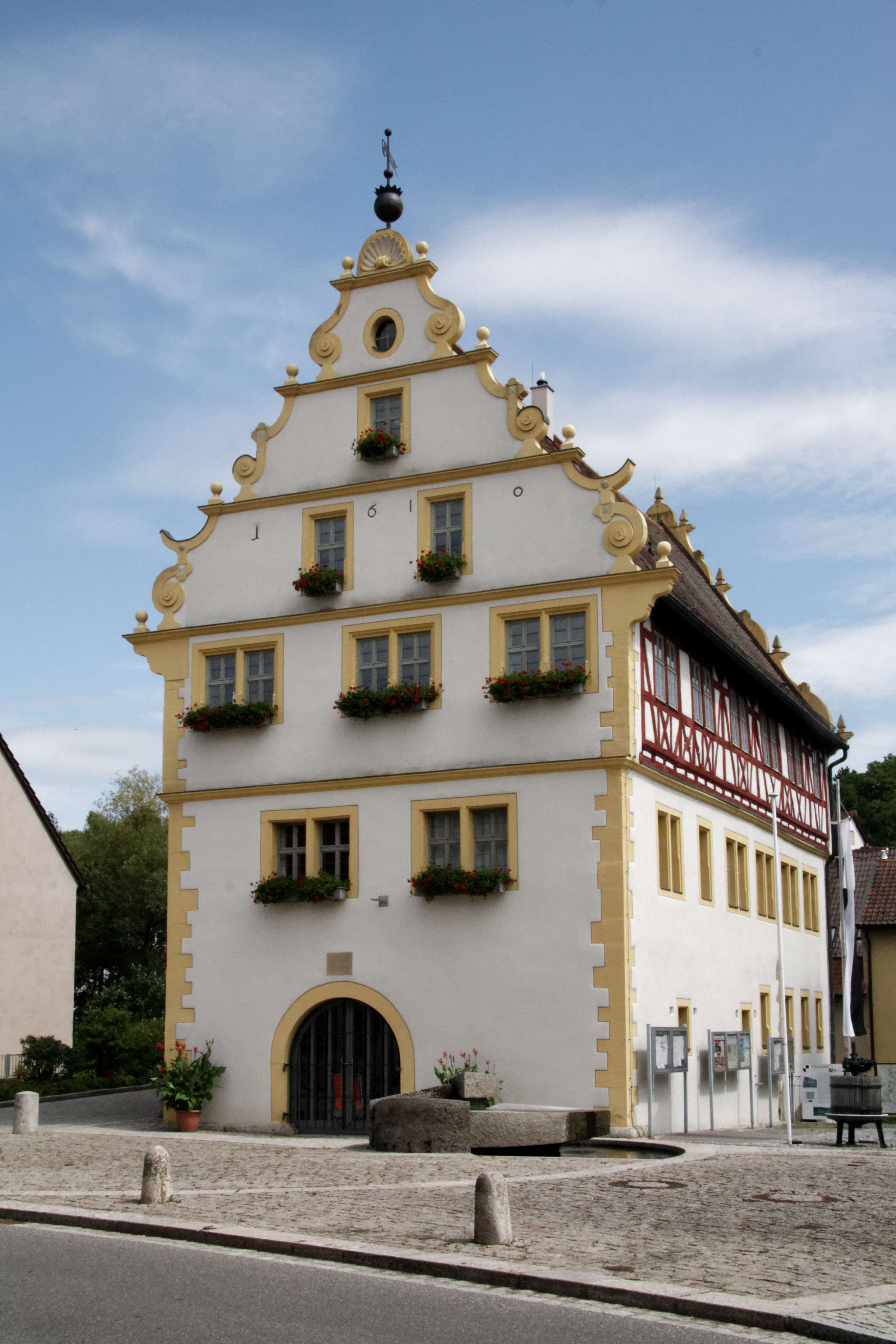
Ansicht von Südwesten
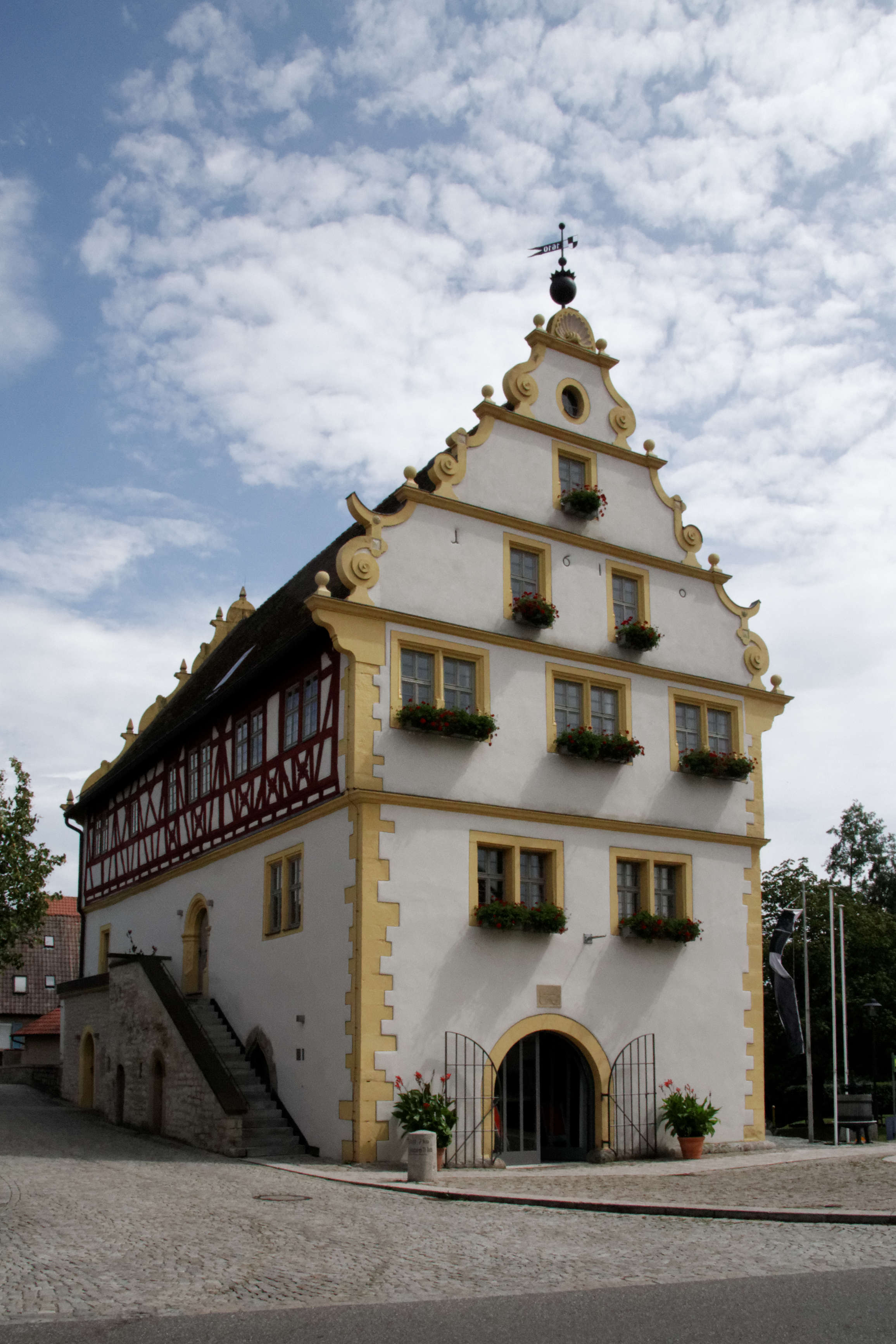
Ansicht von Nordwesten
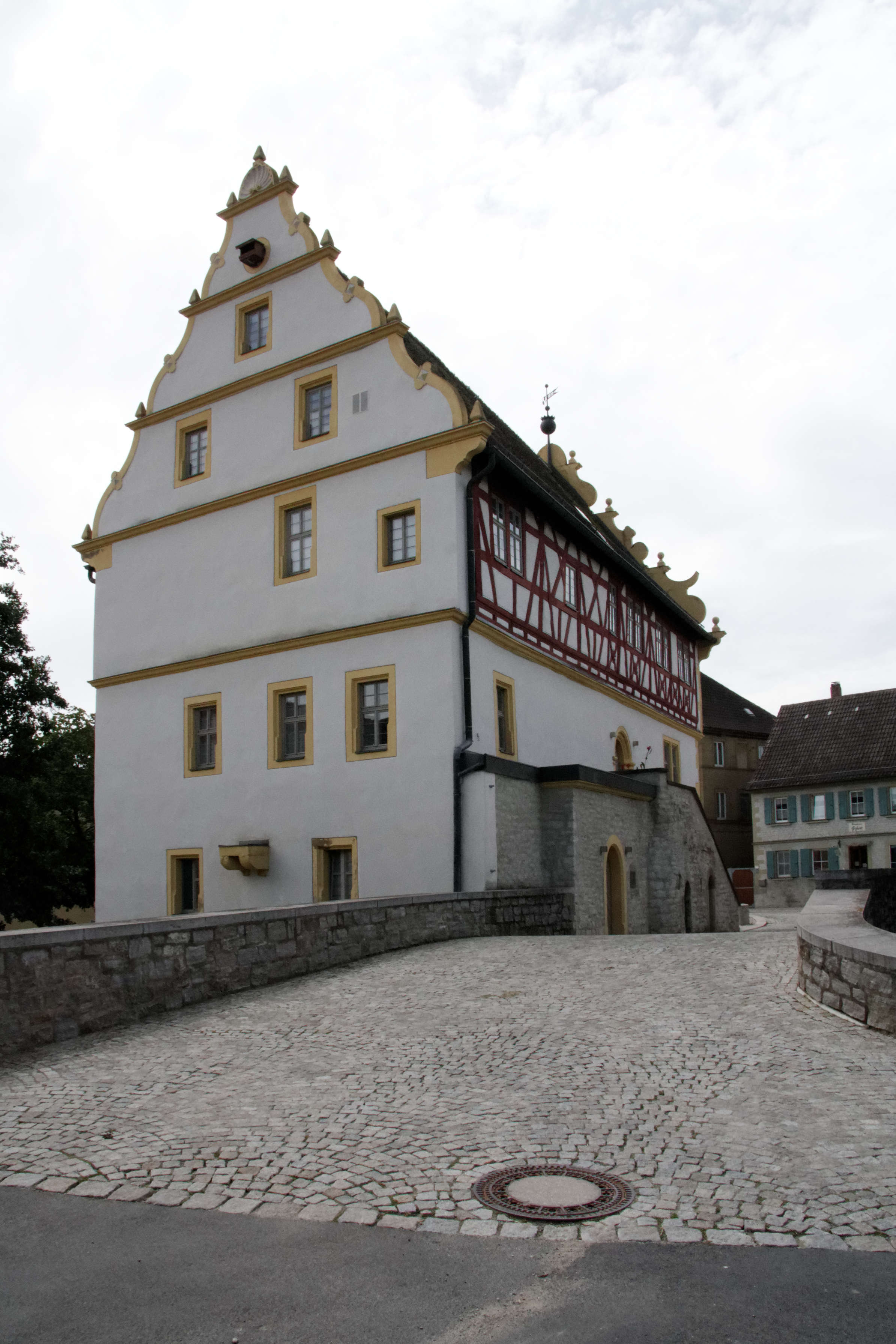
Ansicht von Nordosten
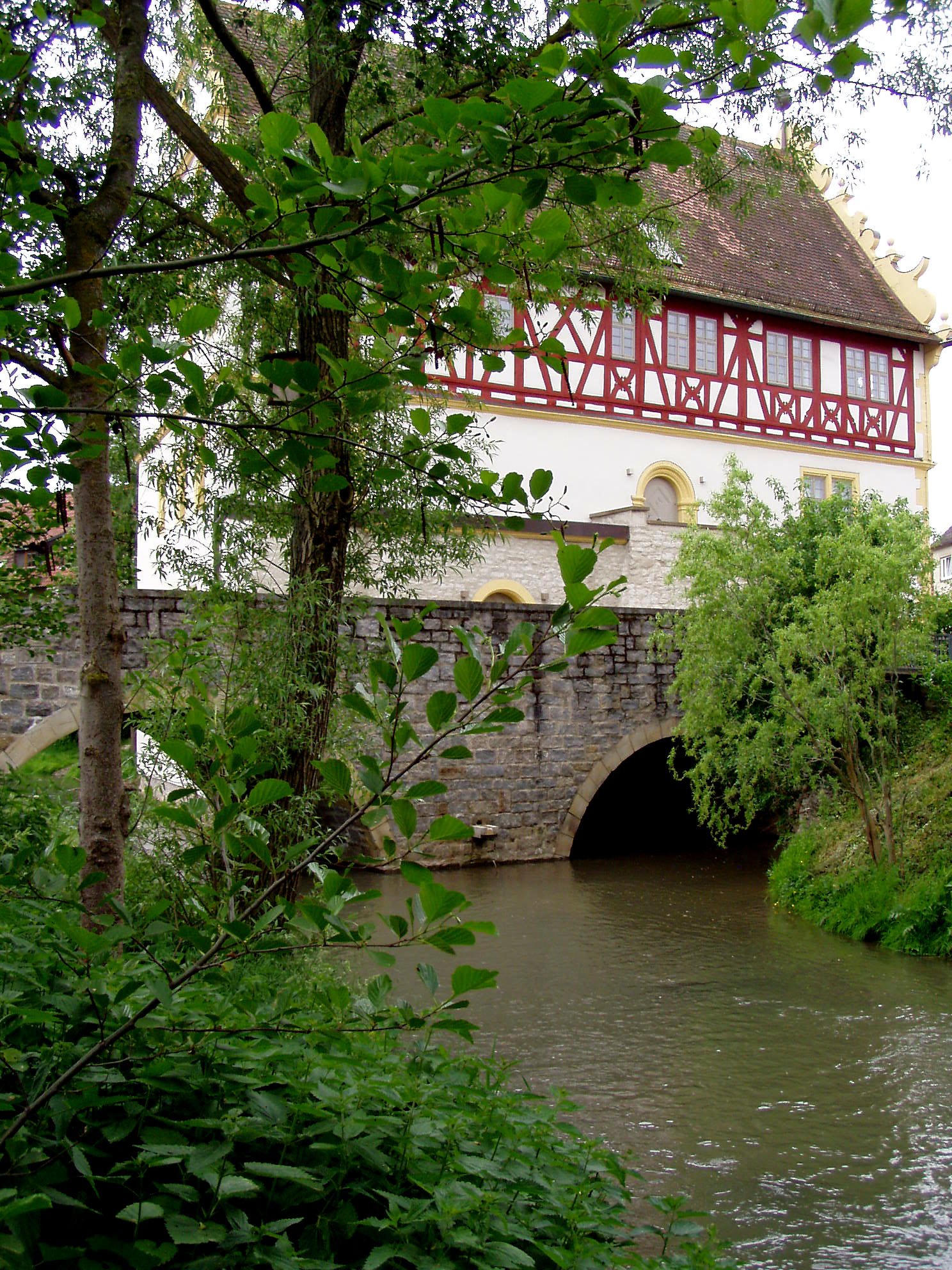
Breitbach mit Straßenbrücke und gewölbtem Durchlass